# Parc national Litchfield

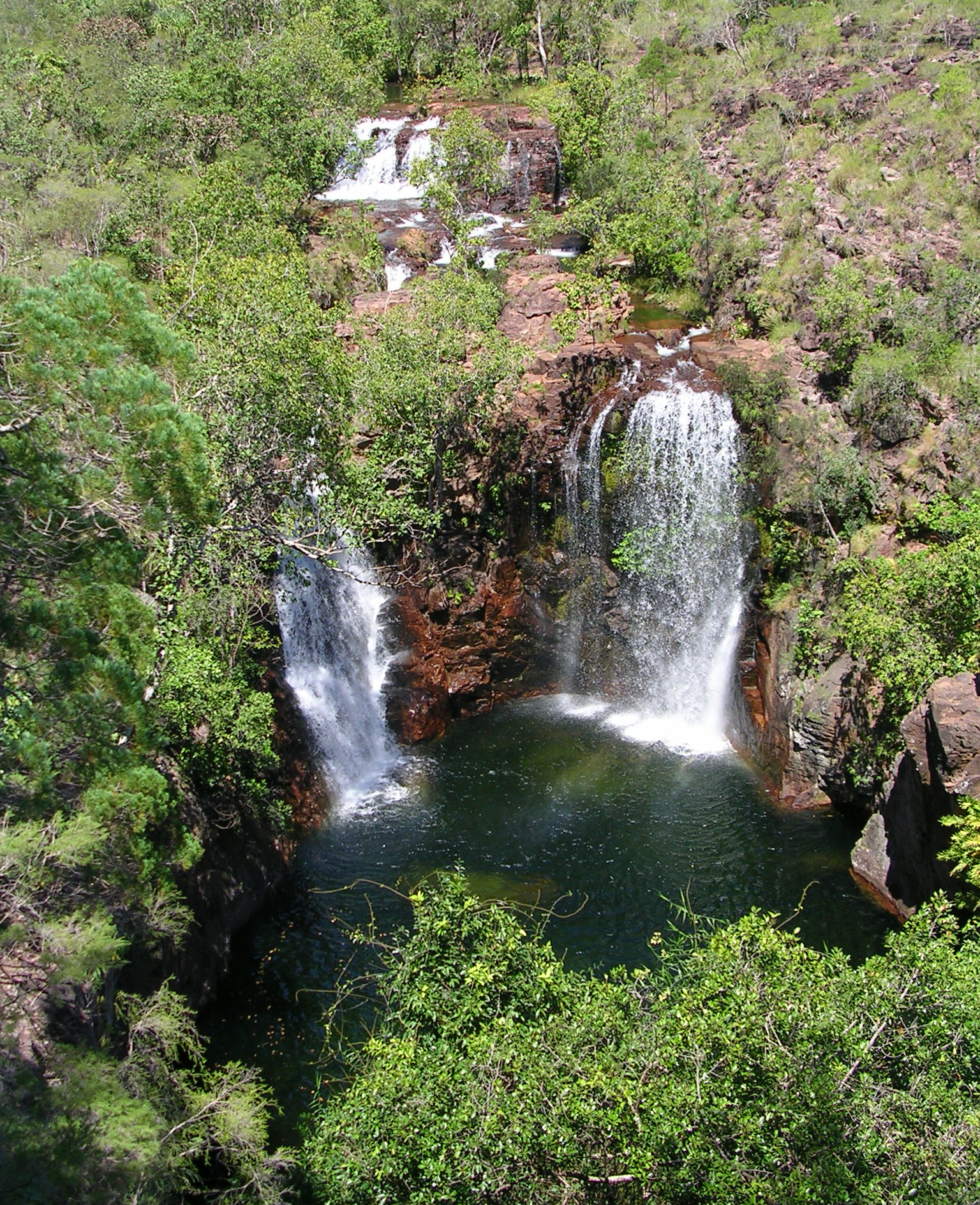
Les chutes de la Florence River

Le parc national Litchfield  (Litchfield  National Park) est un parc national du Territoire du Nord, en Australie, à 100 kilomètres au sud-ouest de Darwin. 
Il doit son nom à Fred Litchfield (en), explorateur d'origine britannique qui visita la région en 1864. Il abrite une flore et une faune variées ainsi que de beaux sites, notamment les chutes de la Florence River (en)).